# Katholisches Militärdekanat
Ein Katholisches Militärdekanat (KMilD) ist eine Bundesmittelbehörde im Geschäftsbereich des Bundesministeriums der Verteidigung. Die vier Katholischen Militärdekanate sind dem Katholischen Militärbischofsamt nachgeordnet, üben die Dienstaufsicht über die Katholischen Militärpfarrämter aus und sind Teil der Katholischen Militärseelsorge. Die Katholischen Militärdekanate gehören dem Organisationsbereich Militärseelsorge der Bundeswehr an und werden von einem Leitenden Militärdekan (Besoldungsgruppe A 16) geführt, der, anders als die Militärpfarrer, kein Beamter auf Zeit ist. Neben den katholischen gibt es auch vier Evangelische Militärdekanate.

## Katholisches Militärdekanat Berlin
Das Katholische Militärdekanat Berlin in der Julius-Leber-Kaserne ist zuständig für Berlin, Brandenburg, Mecklenburg-Vorpommern (Binnenland), Sachsen, Sachsen-Anhalt und Thüringen. Es wurde am 1. April 2013 aufgestellt und wird vom Leitenden Militärdekan Bernd Franz Schaller geführt.

## Katholisches Militärdekanat Kiel
Das Katholische Militärdekanat Kiel in der Parkstraße 2 ist zuständig für Bremen, Hamburg, Mecklenburg-Vorpommern (Küste), Niedersachsen und Schleswig-Holstein sowie alle Standorte der Marine. Es wurde am 1. August 2007 mit vorläufigem Dienstsitz in Glücksburg-Meierwik aufgestellt und am 1. Juni 2013 am jetzigen Standort neu aufgestellt. Es wird geleitet vom Leitenden Militärdekan Torsten Stemmer.

## Katholisches Militärdekanat Köln
Das Katholische Militärdekanat Köln in der Luftwaffenkaserne Wahn ist zuständig für Hessen, Nordrhein-Westfalen, Rheinland-Pfalz und Saarland. Es wurde am 1. Juli 2013 aufgestellt und wird geleitet vom Leitenden Militärdekan Monsignore Rainer Schnettker.

## Katholisches Militärdekanat München
Das Katholische Militärdekanat München in der Fürst-Wrede-Kaserne ist zuständig für Baden-Württemberg und Bayern. Es wurde am 1. August 2007 aufgestellt und wird geleitet vom Leitenden Militärdekan Artur Wagner.

## Geschichte
Vorgänger der Katholischen Militärdekanate waren die im Oktober 1956 aufgestellten Katholischen Wehrbereichsdekane I bis VI (KathWBDekan I – VI) an den Sitzen der Wehrbereichskommandos in Kiel (Dienstgebäude Kiel-Wik), Hannover (Kurt-Schumacher-Kaserne), Düsseldorf (Reitzenstein-Kaserne; 1985: Ludwid-Beck-Straße 23), Mainz (Generalfeldzeugmeister-Kaserne), Stuttgart (Theodor-Heuss-Kaserne) und München (Waldmann-Kaserne). Der Katholische Dekan beim Flottenkommando (KathDekan beim FltKdo) in Glücksburg (Kaserne Meierwik) wurde am 1. April 1961 aufgestellt.
Der Katholische Dekan beim Korps- und Territorialkommando Ost in Geltow (Henning-von-Tresckow-Kaserne) bei Potsdam wurde am 1. August 1991 aufgestellt und im Jahr 1994 in Katholischer Wehrbereichsdekan VII/VIII umbenannt.
Die Katholischen Wehrbereichsdekane II, III, IV und V und VII/VIII in Hannover, Düsseldorf, Mainz, Stuttgart bzw. Geltow und der Katholische Dekan beim Flottenkommando in Glücksburg wurden zum 30. September 2001 aufgelöst, die Katholischen Wehrbereichsdekane I und VI mit Ablauf des 31. Juli 2007 in Katholisches Militärdekanat Kiel bzw. München umbenannt. Das Katholische Militärdekanat Erfurt (Zeppelinstraße 18) wurde am 1. August 2007 aufgestellt und später aufgelöst.
Die Katholischen Militärdekanate Berlin und Köln wurden am 1. April 2013 bzw. 1. Juli 2013 neu aufgestellt.